# Phase de groupes de la Ligue européenne masculine de handball 2020-2021
Pour un article plus général, voir Ligue européenne masculine de handball 2020-2021.
Navigation
2021-2022
Cet article détaille les matchs de la phase de groupes de la Ligue européenne masculine de handball 2020-2021 organisée par la Fédération européenne de handball.

## Groupe A

### Classement
|   | Équipe             | Pts | J  | G | N | P | Bp  | Bc  | Diff | Dép  |  | Résultats (dom.\ext.) |       |       |       |       |       |       |
| - | ------------------ | --- | -- | - | - | - | --- | --- | ---- | ---- |  | --------------------- | ----- | ----- | ----- | ----- | ----- | ----- |
| 1 | Wisła Płock        | 16  | 10 | 8 | 0 | 2 | 297 | 242 | 55   | /    |  | Wisła Płock           |       | 29-22 | 25-27 | 32-23 | 27-25 | 35-20 |
| 2 | CB Ademar León     | 14  | 10 | 5 | 4 | 1 | 307 | 296 | 11   | 4 p. |  | CB Ademar León        | 32-27 |       | 33-32 | 30-28 | 26-26 | 41-32 |
| 3 | Medvedi Tchekhov   | 14  | 10 | 7 | 0 | 3 | 301 | 264 | 37   | 0 p. |  | Medvedi Tchekhov      | 27-28 | 34-35 |       | 30-25 | 10-0  | 40-27 |
| 4 | Fivers Margareten  | 6   | 10 | 2 | 2 | 6 | 301 | 311 | -10  | +1   |  | Fivers Margareten     | 22-30 | 33-33 | 30-32 |       | 37-32 | 45-30 |
| 5 | Fenix Toulouse     | 6   | 10 | 2 | 2 | 6 | 227 | 250 | -23  | -1   |  | Fenix Toulouse        | 25-26 | 28-28 | 29-32 | 29-25 |       | 33-29 |
| 6 | RK Metalurg Skopje | 4   | 10 | 1 | 2 | 7 | 259 | 329 | -70  | /    |  | RK Metalurg Skopje    | 19-38 | 27-27 | 32-37 | 33-33 | 10-0  |       |

Deux matchs n'ayant pas pu être joués et reprogrammés, la Fédération européenne de handball les a considérés perdus 10-0 par Toulouse.
Légende
- Qualifié pour les huitièmes de finale
- Éliminé

### Journée 1
| 20 octobre 2020 18h45 | Fenix Toulouse | 33 - 29   | RK Metalurg Skopje | Palais des sports André-Brouat, Toulouse Affluence : 0 Arbitrage : Mihai Pârvu et Mihai Potîrniche |
| 20 octobre 2020 18h45 | H. Jakobsen 9  | (18 - 15) | M. Popović (en) 9  | Palais des sports André-Brouat, Toulouse Affluence : 0 Arbitrage : Mihai Pârvu et Mihai Potîrniche |
| 20 octobre 2020 18h45 | ×3 ×6 ×1       | Rapport   | ×1 ×4              | Palais des sports André-Brouat, Toulouse Affluence : 0 Arbitrage : Mihai Pârvu et Mihai Potîrniche |

| 20 octobre 2020 20h45 | Wisła Płock  | 32 - 23   | Fivers Margareten | Orlen Arena, Płock Affluence : 0 Arbitrage : Péter Horváth et Balázs Márton |
| 20 octobre 2020 20h45 | M. Daszek 12 | (17 - 15) | N. Stevanovic 5   | Orlen Arena, Płock Affluence : 0 Arbitrage : Péter Horváth et Balázs Márton |
| 20 octobre 2020 20h45 | ×2 ×6        | Rapport   | ×2                | Orlen Arena, Płock Affluence : 0 Arbitrage : Péter Horváth et Balázs Márton |

| 27 février 2021 17h00 | Medvedi Tchekhov | 34 - 35   | CB Ademar León           | Palais des sports olympique, Tchekhov Affluence : 1 500 Arbitrage : Dzmitry Nabokau et Siarhei Kulik |
| 27 février 2021 17h00 | S. Kossorotov 7  | (20 - 17) | A. Martínez Llamazares 9 | Palais des sports olympique, Tchekhov Affluence : 1 500 Arbitrage : Dzmitry Nabokau et Siarhei Kulik |
| 27 février 2021 17h00 | ×1 ×2            | Rapport   | ×2 ×5 ×1                 | Palais des sports olympique, Tchekhov Affluence : 1 500 Arbitrage : Dzmitry Nabokau et Siarhei Kulik |

### Journée 2
| 27 octobre 2020 18h45 | CB Ademar León | 26 - 26   | Fenix Toulouse | Palais des sports, León Affluence : 900 Arbitrage : Kürşad Erdoğan et İbrahim Özdeniz |
| 27 octobre 2020 18h45 | R. Marchán 7   | (15 - 14) | N. Ilić 6      | Palais des sports, León Affluence : 900 Arbitrage : Kürşad Erdoğan et İbrahim Özdeniz |
| 27 octobre 2020 18h45 | ×2 ×4          | Rapport   | ×1 ×3 ×1       | Palais des sports, León Affluence : 900 Arbitrage : Kürşad Erdoğan et İbrahim Özdeniz |

| 27 octobre 2020 20h45 | Fivers Margareten | 30 - 32   | Medvedi Tchekhov               | Sporthalle Hollgasse, Vienne Affluence : 250 Arbitrage : Andrej Budzák et Michal Zahradník |
| 27 octobre 2020 20h45 | L. Hutecek (en) 7 | (15 - 16) | A. Kotov (en), S. Kossorotov 7 | Sporthalle Hollgasse, Vienne Affluence : 250 Arbitrage : Andrej Budzák et Michal Zahradník |
| 27 octobre 2020 20h45 | ×3 ×8 ×1          | Rapport   | ×2 ×6                          | Sporthalle Hollgasse, Vienne Affluence : 250 Arbitrage : Andrej Budzák et Michal Zahradník |

| 14 février 2021 20h45 | RK Metalurg Skopje                   | 19 - 38  | Wisła Płock     | Orlen Arena, Płock Affluence : 0 Arbitrage : Tomas Barysas et Povilas Petrušis |
| 14 février 2021 20h45 | M. Popović (en), M. Serafimov (en) 5 | (9 - 16) | Z. Szita (en) 7 | Orlen Arena, Płock Affluence : 0 Arbitrage : Tomas Barysas et Povilas Petrušis |
| 14 février 2021 20h45 | ×3                                   | Rapport  | ×1 ×5           | Orlen Arena, Płock Affluence : 0 Arbitrage : Tomas Barysas et Povilas Petrušis |

### Journée 3
| 17 novembre 2020 18h45 | Medvedi Tchekhov                 | 27 - 28   | Wisła Płock | Palais des sports olympique, Tchekhov Affluence : 0 Arbitrage : Amar et Dino Konjičanin |
| 17 novembre 2020 18h45 | P. Andreev (en), S. Kossorotov 5 | (11 - 13) | M. Daszek 8 | Palais des sports olympique, Tchekhov Affluence : 0 Arbitrage : Amar et Dino Konjičanin |
| 17 novembre 2020 18h45 | ×1 ×4                            | Rapport   | ×3 ×6       | Palais des sports olympique, Tchekhov Affluence : 0 Arbitrage : Amar et Dino Konjičanin |

| 17 novembre 2020 18h45 | Fivers Margareten            | 37 - 32   | Fenix Toulouse         | Sporthalle Hollgasse, Vienne Affluence : 1 Arbitrage : Miklós Andorka et Róbert Hucker |
| 17 novembre 2020 18h45 | T. Wagner, E. Damböck (de) 6 | (17 - 15) | N. Ilić, H. Jakobsen 6 | Sporthalle Hollgasse, Vienne Affluence : 1 Arbitrage : Miklós Andorka et Róbert Hucker |
| 17 novembre 2020 18h45 | ×2 ×1                        | Rapport   | ×2 ×4                  | Sporthalle Hollgasse, Vienne Affluence : 1 Arbitrage : Miklós Andorka et Róbert Hucker |

| 17 novembre 2020 20h45 | CB Ademar León | 41 - 32   | RK Metalurg Skopje           | Palais des sports, León Affluence : 0 Arbitrage : Daniel Freitas et César Carvalho |
| 17 novembre 2020 20h45 | R. Marchán 8   | (20 - 13) | Z. Horvat, M. Popović (en) 7 | Palais des sports, León Affluence : 0 Arbitrage : Daniel Freitas et César Carvalho |
| 17 novembre 2020 20h45 | ×2 ×1          | Rapport   | ×2                           | Palais des sports, León Affluence : 0 Arbitrage : Daniel Freitas et César Carvalho |

### Journée 4
| 22 décembre 2020 18h45 | RK Metalurg Skopje             | 33 - 33   | Fivers Margareten  | CS Boris-Trajkovski, Skopje Affluence : 0 Arbitrage : Miljan Vešović et Novica Mitrović |
| 22 décembre 2020 18h45 | Z. Horvat, M. Serafimov (en) 7 | (16 - 19) | E. Damböck (de) 11 | CS Boris-Trajkovski, Skopje Affluence : 0 Arbitrage : Miljan Vešović et Novica Mitrović |
| 22 décembre 2020 18h45 | ×2 ×3                          | Rapport   | ×1 ×3              | CS Boris-Trajkovski, Skopje Affluence : 0 Arbitrage : Miljan Vešović et Novica Mitrović |

| 20 février 2021 20h45 | Wisła Płock                | 29 - 22   | CB Ademar León  | Orlen Arena, Płock Arbitrage : Tomislav Cindrić et Robert Gonzurek |
| 20 février 2021 20h45 | A. Serdio, Z. Szita (en) 6 | (15 - 11) | G. Pérez Arce 5 | Orlen Arena, Płock Arbitrage : Tomislav Cindrić et Robert Gonzurek |
| 20 février 2021 20h45 | ×2 ×4                      | Rapport   | ×2 ×1           | Orlen Arena, Płock Arbitrage : Tomislav Cindrić et Robert Gonzurek |

| 24 février 2021 17h00 | Fenix Toulouse | 29 - 32   | Medvedi Tchekhov | Palais des sports André-Brouat, Toulouse Affluence : 0 Arbitrage : Péter Horváth et Balázs Márton |
| 24 février 2021 17h00 | N. Ilić 10     | (14 - 16) | S. Kossorotov 9  | Palais des sports André-Brouat, Toulouse Affluence : 0 Arbitrage : Péter Horváth et Balázs Márton |
| 24 février 2021 17h00 | ×3 ×4 ×1       | Rapport   | ×1 ×4            | Palais des sports André-Brouat, Toulouse Affluence : 0 Arbitrage : Péter Horváth et Balázs Márton |

### Journée 5
| 1er décembre 2020 18h45 | Fenix Toulouse | 25 - 26   | Wisła Płock            | Palais des sports André-Brouat, Toulouse Affluence : 0 Arbitrage : Zigmārs Sondors et Renārs Līcis |
| 1er décembre 2020 18h45 | S. Ntanzi 8    | (12 - 14) | Á. Ruiz Sánchez (es) 7 | Palais des sports André-Brouat, Toulouse Affluence : 0 Arbitrage : Zigmārs Sondors et Renārs Līcis |
| 1er décembre 2020 18h45 | ×4             | Rapport   | ×2 ×4                  | Palais des sports André-Brouat, Toulouse Affluence : 0 Arbitrage : Zigmārs Sondors et Renārs Līcis |

| 1er décembre 2020 20h45 | Fivers Margareten                  | 33 - 33   | CB Ademar León  | Sporthalle Hollgasse, Vienne Affluence : 25 Arbitrage : Fabian Baumgart et Sascha Wild |
| 1er décembre 2020 20h45 | L. Hutecek (en), E. Damböck (de) 7 | (19 - 20) | E. Feuchtmann 6 | Sporthalle Hollgasse, Vienne Affluence : 25 Arbitrage : Fabian Baumgart et Sascha Wild |
| 1er décembre 2020 20h45 | ×1 ×2                              | Rapport   | ×4              | Sporthalle Hollgasse, Vienne Affluence : 25 Arbitrage : Fabian Baumgart et Sascha Wild |

| 20 février 2021 18h00 | RK Metalurg Skopje   | 32 - 37   | Medvedi Tchekhov        | CS Boris-Trajkovski, Skopje Affluence : 50 Arbitrage : Bojan Lah et David Sok |
| 20 février 2021 18h00 | M. Tarabochia (en) 9 | (17 - 21) | R. Ostachtchenko (en) 6 | CS Boris-Trajkovski, Skopje Affluence : 50 Arbitrage : Bojan Lah et David Sok |
| 20 février 2021 18h00 | ×2 ×6                | Rapport   | ×2 ×5 ×1                | CS Boris-Trajkovski, Skopje Affluence : 50 Arbitrage : Bojan Lah et David Sok |

### Journée 6
| 8 décembre 2020 18h45 | CB Ademar León  | 30 - 28   | Fivers Margareten | Palais des sports, León Affluence : 500 Arbitrage : Francesco Simone et Pietro Monitillo |
| 8 décembre 2020 18h45 | G. Pérez Arce 7 | (13 - 10) | L. Hutecek (en) 6 | Palais des sports, León Affluence : 500 Arbitrage : Francesco Simone et Pietro Monitillo |
| 8 décembre 2020 18h45 | ×1 ×4 ×1        | Rapport   | ×5                | Palais des sports, León Affluence : 500 Arbitrage : Francesco Simone et Pietro Monitillo |

| 8 décembre 2020 20h45 | Wisła Płock   | 27 - 25  | Fenix Toulouse | Orlen Arena, Płock Affluence : 0 Arbitrage : Boris Mandák et Mário Rudinský |
| 8 décembre 2020 20h45 | N. Mindegía 6 | (12 - 9) | R. Giraudeau 6 | Orlen Arena, Płock Affluence : 0 Arbitrage : Boris Mandák et Mário Rudinský |
| 8 décembre 2020 20h45 | ×2 ×7 ×1      | Rapport  | ×2 ×5          | Orlen Arena, Płock Affluence : 0 Arbitrage : Boris Mandák et Mário Rudinský |

| 6 février 2021 18h00 | Medvedi Tchekhov                 | 40 - 27   | RK Metalurg Skopje                    | Palais des sports olympique, Tchekhov Affluence : 600 Arbitrage : Marko Sekulić et Vladimir Jovandić |
| 6 février 2021 18h00 | A. Kotov (en), A. Ermakov (en) 8 | (22 - 11) | M. Popović (en), Z. Horvat, M. Rnić 6 | Palais des sports olympique, Tchekhov Affluence : 600 Arbitrage : Marko Sekulić et Vladimir Jovandić |
| 6 février 2021 18h00 | ×1 ×2 ×1                         | Rapport   | ×2                                    | Palais des sports olympique, Tchekhov Affluence : 600 Arbitrage : Marko Sekulić et Vladimir Jovandić |

### Journée 7
| 9 février 2021 20h45 | Fivers Margareten    | 22 - 30  | Wisła Płock   | Sporthalle Hollgasse, Vienne Affluence : 0 Arbitrage : Davon et Zoran Lončar |
| 9 février 2021 20h45 | M. Martinović (de) 6 | (9 - 14) | N. Mindegía 7 | Sporthalle Hollgasse, Vienne Affluence : 0 Arbitrage : Davon et Zoran Lončar |
| 9 février 2021 20h45 | ×3                   | Rapport  | ×1 ×6         | Sporthalle Hollgasse, Vienne Affluence : 0 Arbitrage : Davon et Zoran Lončar |

| 9 février 2021 20h45 | CB Ademar León  | 33 - 32   | Medvedi Tchekhov    | Palais des sports, León Affluence : 0 Arbitrage : Daniel et Roberto Accoto Martins |
| 9 février 2021 20h45 | G. Pérez Arce 9 | (17 - 19) | D. Kisselev (en) 10 | Palais des sports, León Affluence : 0 Arbitrage : Daniel et Roberto Accoto Martins |
| 9 février 2021 20h45 | ×3 ×5           | Rapport   | ×1 ×10 ×2           | Palais des sports, León Affluence : 0 Arbitrage : Daniel et Roberto Accoto Martins |

| non joué | RK Metalurg Skopje | 10 - 0 | Fenix Toulouse |  |

### Journée 8
| 24 novembre 2020 20h45 | Fenix Toulouse | 28 - 28   | CB Ademar León  | Palais des sports André-Brouat, Toulouse Affluence : 0 Arbitrage : Ivan Caçador et Eurico Nicolau |
| 24 novembre 2020 20h45 | A. Abdi 8      | (14 - 17) | T. Lučin (en) 8 | Palais des sports André-Brouat, Toulouse Affluence : 0 Arbitrage : Ivan Caçador et Eurico Nicolau |
| 24 novembre 2020 20h45 | ×2 ×7          | Rapport   | ×2 ×3           | Palais des sports André-Brouat, Toulouse Affluence : 0 Arbitrage : Ivan Caçador et Eurico Nicolau |

| 16 février 2021 18h45 | Wisła Płock     | 35 - 20   | RK Metalurg Skopje  | Orlen Arena, Płock Affluence : 0 Arbitrage : Tomas Barysas et Povilas Petrušis |
| 16 février 2021 18h45 | L. Mihić (en) 8 | (16 - 10) | M. Serafimov (en) 8 | Orlen Arena, Płock Affluence : 0 Arbitrage : Tomas Barysas et Povilas Petrušis |
| 16 février 2021 18h45 | ×3 ×4 ×1        | Rapport   | ×2                  | Orlen Arena, Płock Affluence : 0 Arbitrage : Tomas Barysas et Povilas Petrušis |

| 16 février 2021 18h45 | Medvedi Tchekhov                | 30 - 25   | Fivers Margareten | Palais des sports olympique, Tchekhov Affluence : 600 Arbitrage : Igor et Alexeï Covalciuc |
| 16 février 2021 18h45 | D. Kornev (en), S. Kossorotov 6 | (19 - 12) | E. Damböck (de) 5 | Palais des sports olympique, Tchekhov Affluence : 600 Arbitrage : Igor et Alexeï Covalciuc |
| 16 février 2021 18h45 | ×1 ×4                           | Rapport   | ×1 ×2             | Palais des sports olympique, Tchekhov Affluence : 600 Arbitrage : Igor et Alexeï Covalciuc |

### Journée 9
| 23 février 2021 20h45 | Fivers Margareten      | 45 - 30   | RK Metalurg Skopje | Sporthalle Hollgasse, Vienne Affluence : 0 Arbitrage : Václav Horáček et Jiří Novotný |
| 23 février 2021 20h45 | D. Brandfellner (en) 7 | (22 - 13) | M. Popović (en) 11 | Sporthalle Hollgasse, Vienne Affluence : 0 Arbitrage : Václav Horáček et Jiří Novotný |
| 23 février 2021 20h45 | ×4 ×1                  | Rapport   | ×1                 | Sporthalle Hollgasse, Vienne Affluence : 0 Arbitrage : Václav Horáček et Jiří Novotný |

| 23 février 2021 20h45 | CB Ademar León | 32 - 27  | Wisła Płock                | Palais des sports, León Affluence : 0 Arbitrage : Saïd Bounouara et Khalid Sami |
| 23 février 2021 20h45 | N. Suárez 9    | (16 - 9) | A. Serdio, Z. Szita (en) 5 | Palais des sports, León Affluence : 0 Arbitrage : Saïd Bounouara et Khalid Sami |
| 23 février 2021 20h45 | ×2 ×4          | Rapport  | ×1 ×4                      | Palais des sports, León Affluence : 0 Arbitrage : Saïd Bounouara et Khalid Sami |

| non joué | Medvedi Tchekhov | 10 - 0 | Fenix Toulouse |  |

### Journée 10
| 2 mars 2021 18h45 | RK Metalurg Skopje  | 27 - 27   | CB Ademar León  | CS Yané-Sandanski, Skopje Affluence : 0 Arbitrage : Eshref Beqiri et Ilir Krasniqi |
| 2 mars 2021 18h45 | M. Serafimov (en) 7 | (16 - 13) | G. Pérez Arce 7 | CS Yané-Sandanski, Skopje Affluence : 0 Arbitrage : Eshref Beqiri et Ilir Krasniqi |
| 2 mars 2021 18h45 | ×3 ×2               | Rapport   | ×3 ×2           | CS Yané-Sandanski, Skopje Affluence : 0 Arbitrage : Eshref Beqiri et Ilir Krasniqi |

| 2 mars 2021 20h45 | Wisła Płock     | 25 - 27   | Medvedi Tchekhov                          | Orlen Arena, Płock Affluence : 0 Arbitrage : Robert Schulze et Tobias Tönnies |
| 2 mars 2021 20h45 | Z. Szita (en) 5 | (13 - 16) | D. Kisselev (en), R. Ostachtchenko (en) 5 | Orlen Arena, Płock Affluence : 0 Arbitrage : Robert Schulze et Tobias Tönnies |
| 2 mars 2021 20h45 | ×2 ×8           | Rapport   | ×1 ×2                                     | Orlen Arena, Płock Affluence : 0 Arbitrage : Robert Schulze et Tobias Tönnies |

| 2 mars 2021 20h45 | Fenix Toulouse         | 29 - 25   | Fivers Margareten                | Palais des sports André-Brouat, Toulouse Affluence : 0 Arbitrage : Christian et David Hannes |
| 2 mars 2021 20h45 | H. Jakobsen, N. Ilić 7 | (16 - 16) | N. Stevanovic, L. Hutecek (en) 5 | Palais des sports André-Brouat, Toulouse Affluence : 0 Arbitrage : Christian et David Hannes |
| 2 mars 2021 20h45 | ×2 ×8                  | Rapport   | ×5                               | Palais des sports André-Brouat, Toulouse Affluence : 0 Arbitrage : Christian et David Hannes |

## Groupe B

### Classement
|   | Équipe           | Pts | J  | G | N | P | Bp  | Bc  | Diff |  | Résultats (dom.\ext.) |       |       |       |       |       |       |
| - | ---------------- | --- | -- | - | - | - | --- | --- | ---- |  | --------------------- | ----- | ----- | ----- | ----- | ----- | ----- |
| 1 | Füchse Berlin    | 14  | 10 | 6 | 2 | 2 | 247 | 223 | 24   |  | Füchse Berlin         |       | 34-34 | 30-23 | 29-19 | 33-29 | 35-27 |
| 2 | USAM Nîmes Gard  | 12  | 10 | 5 | 2 | 3 | 279 | 263 | 16   |  | USAM Nîmes Gard       | 22-24 |       | 24-25 | 27-24 | 32-29 | 25-20 |
| 3 | IFK Kristianstad | 11  | 10 | 5 | 1 | 4 | 273 | 276 | -3   |  | IFK Kristianstad      | 23-36 | 30-30 |       | 27-32 | 31-22 | 32-25 |
| 4 | Sporting CP      | 10  | 10 | 5 | 0 | 5 | 244 | 241 | 3    |  | Sporting CP           | 10-0  | 26-30 | 27-26 |       | 31-32 | 27-21 |
| 5 | Dinamo Bucarest  | 7   | 10 | 3 | 1 | 6 | 279 | 298 | -19  |  | Dinamo Bucarest       | 26-26 | 29-27 | 28-29 | 25-27 |       | 32-30 |
| 6 | HT Tatran Prešov | 6   | 10 | 3 | 0 | 7 | 233 | 254 | -21  |  | HT Tatran Prešov      | 10-0  | 22-28 | 22-27 | 24-21 | 32-27 |       |

Légende
- Qualifié pour les huitièmes de finale
- Éliminé

### Journée 1
| 20 octobre 2020 18h45 | Dinamo Bucarest   | 25 - 27   | Sporting CP        | Sala Polivalentă Dinamo (en), Bucarest Affluence : 0 Arbitrage : Denis Bolic et Christoph Hurich |
| 20 octobre 2020 18h45 | V. Ghionea (en) 8 | (15 - 16) | P. Veitía Valdés 6 | Sala Polivalentă Dinamo (en), Bucarest Affluence : 0 Arbitrage : Denis Bolic et Christoph Hurich |
| 20 octobre 2020 18h45 | ×1 ×3             | Rapport   | ×3                 | Sala Polivalentă Dinamo (en), Bucarest Affluence : 0 Arbitrage : Denis Bolic et Christoph Hurich |

| 20 octobre 2020 20h45 | HT Tatran Prešov                          | 22 - 28   | USAM Nîmes Gard | Tatran Handball Arena (en), Prešov Affluence : 0 Arbitrage : Tomislav Cindrić et Robert Gonzurek |
| 20 octobre 2020 20h45 | O. Rábek (ru), G. Linhares, J. Jaballah 4 | (10 - 14) | V. Kavtičnik 8  | Tatran Handball Arena (en), Prešov Affluence : 0 Arbitrage : Tomislav Cindrić et Robert Gonzurek |
| 20 octobre 2020 20h45 | ×3                                        | Rapport   | ×1 ×3           | Tatran Handball Arena (en), Prešov Affluence : 0 Arbitrage : Tomislav Cindrić et Robert Gonzurek |

| 20 octobre 2020 20h45 | Füchse Berlin | 30 - 23   | IFK Kristianstad | Max-Schmeling-Halle, Berlin Affluence : 550 Arbitrage : Jakub Jerlecki et Maciej Łabuń |
| 20 octobre 2020 20h45 | M. Vujović 8  | (15 - 12) | A. Halén (de) 5  | Max-Schmeling-Halle, Berlin Affluence : 550 Arbitrage : Jakub Jerlecki et Maciej Łabuń |
| 20 octobre 2020 20h45 | ×2 ×5         | Rapport   | ×1 ×4            | Max-Schmeling-Halle, Berlin Affluence : 550 Arbitrage : Jakub Jerlecki et Maciej Łabuń |

### Journée 2
| 27 octobre 2020 20h45 | IFK Kristianstad           | 31 - 22   | Dinamo Bucarest                  | Kristianstad Arena (en), Kristianstad Affluence : 50 Arbitrage : Mads Hansen (da) et Jesper Madesen |
| 27 octobre 2020 20h45 | M. Olsson, A. Halén (de) 6 | (16 - 12) | V. Ghionea (en), O. Bizău (en) 6 | Kristianstad Arena (en), Kristianstad Affluence : 50 Arbitrage : Mads Hansen (da) et Jesper Madesen |
| 27 octobre 2020 20h45 | ×6 ×2                      | Rapport   | ×3                               | Kristianstad Arena (en), Kristianstad Affluence : 50 Arbitrage : Mads Hansen (da) et Jesper Madesen |

| 7 février 2021 18h00 | Sporting CP | 27 - 21   | HT Tatran Prešov         | Pavilhão João Rocha, Lisbonne Affluence : 0 Arbitrage : Gytis Šniurevičius et Andrius Grigalionis |
| 7 février 2021 18h00 | T. Rocha 8  | (13 - 10) | P. Caballero Hernández 9 | Pavilhão João Rocha, Lisbonne Affluence : 0 Arbitrage : Gytis Šniurevičius et Andrius Grigalionis |
| 7 février 2021 18h00 | ×1 ×5 ×1    | Rapport   | ×1                       | Pavilhão João Rocha, Lisbonne Affluence : 0 Arbitrage : Gytis Šniurevičius et Andrius Grigalionis |

| 24 février 2021 18h45 | USAM Nîmes Gard | 22 - 24   | Füchse Berlin                                | Le Parnasse, Nîmes Affluence : 0 Arbitrage : Jakub Jerlecki et Maciej Łabuń |
| 24 février 2021 18h45 | J. Acquevillo 5 | (13 - 12) | L. Andersson, M. Vujović, M. Marsenić (en) 5 | Le Parnasse, Nîmes Affluence : 0 Arbitrage : Jakub Jerlecki et Maciej Łabuń |
| 24 février 2021 18h45 | ×1 ×5           | Rapport   | ×2 ×4                                        | Le Parnasse, Nîmes Affluence : 0 Arbitrage : Jakub Jerlecki et Maciej Łabuń |

### Journée 3
| 17 novembre 2020 20h45 | USAM Nîmes Gard | 24 - 25   | IFK Kristianstad | Le Parnasse, Nîmes Affluence : 0 Arbitrage : Denis Bolic et Christoph Hurich |
| 17 novembre 2020 20h45 | J. Rebichon 6   | (12 - 13) | Ó. Guðmundsson 6 | Le Parnasse, Nîmes Affluence : 0 Arbitrage : Denis Bolic et Christoph Hurich |
| 17 novembre 2020 20h45 | ×1              | Rapport   | ×2 ×4            | Le Parnasse, Nîmes Affluence : 0 Arbitrage : Denis Bolic et Christoph Hurich |

| 19 février 2021 17h00 | Dinamo Bucarest   | 32 - 30   | HT Tatran Prešov | Sala Polivalentă Dinamo (en), Bucarest Arbitrage : Marko Sekulić et Vladimir Jovandić |
| 19 février 2021 17h00 | V. Ghionea (en) 8 | (16 - 15) | P. Pacheco 7     | Sala Polivalentă Dinamo (en), Bucarest Arbitrage : Marko Sekulić et Vladimir Jovandić |
| 19 février 2021 17h00 | ×1 ×4             | Rapport   | ×1 ×2            | Sala Polivalentă Dinamo (en), Bucarest Arbitrage : Marko Sekulić et Vladimir Jovandić |

| non joué | Sporting CP | 10 - 0 | Füchse Berlin |  |

### Journée 4
| 24 novembre 2020 18h45 | Dinamo Bucarest | 29 - 27   | USAM Nîmes Gard | Sala Polivalentă Dinamo (en), Bucarest Arbitrage : Emil et Ernest Aghakishi |
| 24 novembre 2020 18h45 | A. Negru (en) 7 | (14 - 15) | B. Gallego 8    | Sala Polivalentă Dinamo (en), Bucarest Arbitrage : Emil et Ernest Aghakishi |
| 24 novembre 2020 18h45 | ×1 ×3           | Rapport   | ×3 ×4           | Sala Polivalentă Dinamo (en), Bucarest Arbitrage : Emil et Ernest Aghakishi |

| 24 novembre 2020 20h45 | IFK Kristianstad | 27 - 32   | Sporting CP      | Kristianstad Arena (en), Kristianstad Affluence : 0 Arbitrage : Karim et Raouf Gasmi |
| 24 novembre 2020 20h45 | A. Nyfjäll 9     | (11 - 16) | D. Djukić (en) 7 | Kristianstad Arena (en), Kristianstad Affluence : 0 Arbitrage : Karim et Raouf Gasmi |
| 24 novembre 2020 20h45 | ×2 ×3            | Rapport   | ×1 ×2            | Kristianstad Arena (en), Kristianstad Affluence : 0 Arbitrage : Karim et Raouf Gasmi |

| 24 novembre 2020 20h45 | Füchse Berlin | 35 - 27   | HT Tatran Prešov | Max-Schmeling-Halle, Berlin Affluence : 0 Arbitrage : Ozren Backović et Mirko Palačković |
| 24 novembre 2020 20h45 | V. Chrintz 6  | (18 - 13) | O. Rábek (ru) 10 | Max-Schmeling-Halle, Berlin Affluence : 0 Arbitrage : Ozren Backović et Mirko Palačković |
| 24 novembre 2020 20h45 | ×2 ×6         | Rapport   | ×1 ×3            | Max-Schmeling-Halle, Berlin Affluence : 0 Arbitrage : Ozren Backović et Mirko Palačković |

### Journée 5
| 1er décembre 2020 18h45 | Füchse Berlin      | 33 - 29   | Dinamo Bucarest | Max-Schmeling-Halle, Berlin Affluence : 0 Arbitrage : Georgios Panayides et Marios Andreou |
| 1er décembre 2020 18h45 | M. Marsenić (en) 6 | (15 - 12) | R. Hebo (en) 6  | Max-Schmeling-Halle, Berlin Affluence : 0 Arbitrage : Georgios Panayides et Marios Andreou |
| 1er décembre 2020 18h45 | ×2 ×5              | Rapport   | ×2 ×4           | Max-Schmeling-Halle, Berlin Affluence : 0 Arbitrage : Georgios Panayides et Marios Andreou |

| 1er décembre 2020 18h45 | IFK Kristianstad | 32 - 25   | HT Tatran Prešov         | Kristianstad Arena (en), Kristianstad Affluence : 0 Arbitrage : Ivars Čerņavskis et Edmunds Bogdanovs |
| 1er décembre 2020 18h45 | A. Nyfjäll 7     | (14 - 13) | J. Jaballah, N. Santos 5 | Kristianstad Arena (en), Kristianstad Affluence : 0 Arbitrage : Ivars Čerņavskis et Edmunds Bogdanovs |
| 1er décembre 2020 18h45 | ×2 ×4            | Rapport   | ×2                       | Kristianstad Arena (en), Kristianstad Affluence : 0 Arbitrage : Ivars Čerņavskis et Edmunds Bogdanovs |

| 1er décembre 2020 20h45 | Sporting CP | 26 - 30   | USAM Nîmes Gard | Pavilhão João Rocha, Lisbonne Affluence : 0 Arbitrage : Javier Álvarez Mata et Yon Bustamante López |
| 1er décembre 2020 20h45 | F. Marzo 10 | (12 - 15) | Q. Minel 8      | Pavilhão João Rocha, Lisbonne Affluence : 0 Arbitrage : Javier Álvarez Mata et Yon Bustamante López |
| 1er décembre 2020 20h45 | ×2          | Rapport   | ×4              | Pavilhão João Rocha, Lisbonne Affluence : 0 Arbitrage : Javier Álvarez Mata et Yon Bustamante López |

### Journée 6
| 8 décembre 2020 16h30 | Dinamo Bucarest | 26 - 26   | Füchse Berlin | Sala Polivalentă Dinamo (en), Bucarest Affluence : 0 Arbitrage : Dimitar Mitrevski et Blagojče Todorovski |
| 8 décembre 2020 16h30 | R. Gavriloaia 7 | (12 - 14) | H. Lindberg 6 | Sala Polivalentă Dinamo (en), Bucarest Affluence : 0 Arbitrage : Dimitar Mitrevski et Blagojče Todorovski |
| 8 décembre 2020 16h30 | ×2 ×4           | Rapport   | ×3 ×4         | Sala Polivalentă Dinamo (en), Bucarest Affluence : 0 Arbitrage : Dimitar Mitrevski et Blagojče Todorovski |

| 8 décembre 2020 20h45 | USAM Nîmes Gard | 27 - 24   | Sporting CP | Le Parnasse, Nîmes Affluence : 0 Arbitrage : Péter Horváth et Balázs Márton |
| 8 décembre 2020 20h45 | M. Guigou 5     | (16 - 12) | F. Marzo 6  | Le Parnasse, Nîmes Affluence : 0 Arbitrage : Péter Horváth et Balázs Márton |
| 8 décembre 2020 20h45 | ×1 ×4           | Rapport   | ×2 ×4       | Le Parnasse, Nîmes Affluence : 0 Arbitrage : Péter Horváth et Balázs Márton |

| 8 décembre 2020 20h45 | HT Tatran Prešov | 22 - 27   | IFK Kristianstad                            | Tatran Handball Arena (en), Prešov Affluence : 3 Arbitrage : Anatoliy Novikov et Valeriy Rojkov |
| 8 décembre 2020 20h45 | P. Pacheco 6     | (11 - 15) | Ó. Guðmundsson, A. Halén (de), A. Nyfjäll 5 | Tatran Handball Arena (en), Prešov Affluence : 3 Arbitrage : Anatoliy Novikov et Valeriy Rojkov |
| 8 décembre 2020 20h45 | ×1 ×2            | Rapport   | ×2 ×4                                       | Tatran Handball Arena (en), Prešov Affluence : 3 Arbitrage : Anatoliy Novikov et Valeriy Rojkov |

### Journée 7
| 9 février 2021 18h45 | IFK Kristianstad | 23 - 36   | Füchse Berlin  | Kristianstad Arena (en), Kristianstad Affluence : 0 Arbitrage : Ádám Bíró et Olivér Kiss |
| 9 février 2021 18h45 | A. Nyfjäll 5     | (11 - 17) | L. Andersson 8 | Kristianstad Arena (en), Kristianstad Affluence : 0 Arbitrage : Ádám Bíró et Olivér Kiss |
| 9 février 2021 18h45 | ×1 ×4            | Rapport   | ×2             | Kristianstad Arena (en), Kristianstad Affluence : 0 Arbitrage : Ádám Bíró et Olivér Kiss |

| 9 février 2021 20h45 | USAM Nîmes Gard | 25 - 20   | HT Tatran Prešov | Le Parnasse, Nîmes Affluence : 0 Arbitrage : Zigmārs Sondors et Renārs Līcis |
| 9 février 2021 20h45 | 4 joueurs 4     | (12 - 11) | P. Pacheco 6     | Le Parnasse, Nîmes Affluence : 0 Arbitrage : Zigmārs Sondors et Renārs Līcis |
| 9 février 2021 20h45 | ×3 ×1           | Rapport   | ×2 ×5            | Le Parnasse, Nîmes Affluence : 0 Arbitrage : Zigmārs Sondors et Renārs Līcis |

| 26 février 2021 20h45 | Sporting CP        | 31 - 32   | Dinamo Bucarest             | Pavilhão João Rocha, Lisbonne Affluence : 0 Arbitrage : Ádám Bíró et Olivér Kiss |
| 26 février 2021 20h45 | P. Veitía Valdés 7 | (12 - 17) | R. Gavriloaia, D. Hanțaru 5 | Pavilhão João Rocha, Lisbonne Affluence : 0 Arbitrage : Ádám Bíró et Olivér Kiss |
| 26 février 2021 20h45 | ×2 ×1              | Rapport   | ×1 ×4                       | Pavilhão João Rocha, Lisbonne Affluence : 0 Arbitrage : Ádám Bíró et Olivér Kiss |

### Journée 8
| 16 février 2021 18h45 | Füchse Berlin  | 34 - 34   | USAM Nîmes Gard | Max-Schmeling-Halle, Berlin Affluence : 0 Arbitrage : Michalis Tzaferopoulos et Andreas Bethmann |
| 16 février 2021 18h45 | L. Andersson 9 | (16 - 17) | M. Sanad 11     | Max-Schmeling-Halle, Berlin Affluence : 0 Arbitrage : Michalis Tzaferopoulos et Andreas Bethmann |
| 16 février 2021 18h45 | ×2 ×6          | Rapport   | ×2 ×4           | Max-Schmeling-Halle, Berlin Affluence : 0 Arbitrage : Michalis Tzaferopoulos et Andreas Bethmann |

| 16 février 2021 18h45 | Dinamo Bucarest | 28 - 29   | IFK Kristianstad | Sala Polivalentă Dinamo (en), Bucarest Arbitrage : Miljan Vešović et Novica Mitrović |
| 16 février 2021 18h45 | J. Humet (en) 7 | (14 - 12) | A. Halén (de) 8  | Sala Polivalentă Dinamo (en), Bucarest Arbitrage : Miljan Vešović et Novica Mitrović |
| 16 février 2021 18h45 | ×2 ×3 ×1        | Rapport   | ×1 ×5            | Sala Polivalentă Dinamo (en), Bucarest Arbitrage : Miljan Vešović et Novica Mitrović |

| 16 février 2021 20h45 | HT Tatran Prešov         | 24 - 21   | Sporting CP        | Tatran Handball Arena (en), Prešov Affluence : 0 Arbitrage : Miklós Andorka et Róbert Hucker |
| 16 février 2021 20h45 | P. Caballero Hernández 7 | (12 - 13) | P. Veitía Valdés 5 | Tatran Handball Arena (en), Prešov Affluence : 0 Arbitrage : Miklós Andorka et Róbert Hucker |
| 16 février 2021 20h45 | ×3 ×2                    | Rapport   | ×1 ×2              | Tatran Handball Arena (en), Prešov Affluence : 0 Arbitrage : Miklós Andorka et Róbert Hucker |

### Journée 9
| 23 février 2021 18h45 | USAM Nîmes Gard | 32 - 29   | Dinamo Bucarest | Le Parnasse, Nîmes Affluence : 0 Arbitrage : Jakub Jerlecki et Maciej Łabuń |
| 23 février 2021 18h45 | J. Acquevillo 8 | (15 - 14) | R. Hebo (en) 7  | Le Parnasse, Nîmes Affluence : 0 Arbitrage : Jakub Jerlecki et Maciej Łabuń |
| 23 février 2021 18h45 | ×1 ×6           | Rapport   | ×1 ×6           | Le Parnasse, Nîmes Affluence : 0 Arbitrage : Jakub Jerlecki et Maciej Łabuń |

| 23 février 2021 20h45 | Sporting CP        | 27 - 26   | IFK Kristianstad                         | Pavilhão João Rocha, Lisbonne Affluence : 0 Arbitrage : Zigmārs Sondors et Renārs Līcis |
| 23 février 2021 20h45 | P. Veitía Valdés 6 | (16 - 12) | T. Einarsson (en), E. Frend Öfors (en) 5 | Pavilhão João Rocha, Lisbonne Affluence : 0 Arbitrage : Zigmārs Sondors et Renārs Līcis |
| 23 février 2021 20h45 | ×1 ×4              | Rapport   | ×1 ×2                                    | Pavilhão João Rocha, Lisbonne Affluence : 0 Arbitrage : Zigmārs Sondors et Renārs Līcis |

| non joué | HT Tatran Prešov | 10 - 0 | Füchse Berlin |  |

### Journée 10
| 2 mars 2021 17h00 | Füchse Berlin | 29 - 19   | Sporting CP        | Orlen Arena, Płock Affluence : 0 Arbitrage : Gytis Šniurevičius et Andrius Grigalionis |
| 2 mars 2021 17h00 | H. Lindberg 8 | (14 - 10) | P. Veitía Valdés 5 | Orlen Arena, Płock Affluence : 0 Arbitrage : Gytis Šniurevičius et Andrius Grigalionis |
| 2 mars 2021 17h00 | ×1 ×8 ×1      | Rapport   | ×1 ×6              | Orlen Arena, Płock Affluence : 0 Arbitrage : Gytis Šniurevičius et Andrius Grigalionis |

| 2 mars 2021 18h45 | IFK Kristianstad | 30 - 30   | USAM Nîmes Gard | Kristianstad Arena (en), Kristianstad Affluence : 1 Arbitrage : Marko Boričić et Mihajlo Marković |
| 2 mars 2021 18h45 | A. Nyfjäll 6     | (13 - 15) | J. Acquevillo 8 | Kristianstad Arena (en), Kristianstad Affluence : 1 Arbitrage : Marko Boričić et Mihajlo Marković |
| 2 mars 2021 18h45 | ×2 ×4            | Rapport   | ×2 ×4           | Kristianstad Arena (en), Kristianstad Affluence : 1 Arbitrage : Marko Boričić et Mihajlo Marković |

| 2 mars 2021 20h45 | HT Tatran Prešov | 32 - 27   | Dinamo Bucarest | Tatran Handball Arena (en), Prešov Affluence : 0 Arbitrage : Ismailj Metalari et Nenad Nikolovski |
| 2 mars 2021 20h45 | O. Rábek (ru) 8  | (18 - 11) | A. Bannour 11   | Tatran Handball Arena (en), Prešov Affluence : 0 Arbitrage : Ismailj Metalari et Nenad Nikolovski |
| 2 mars 2021 20h45 | ×1 ×2            | Rapport   | ×1 ×4           | Tatran Handball Arena (en), Prešov Affluence : 0 Arbitrage : Ismailj Metalari et Nenad Nikolovski |

## Groupe C

### Classement
|   | Équipe               | Pts | J  | G | N | P  | Bp  | Bc  | Diff |  | Résultats (dom.\ext.) |       |       |       |       |       |       |
| - | -------------------- | --- | -- | - | - | -- | --- | --- | ---- |  | --------------------- | ----- | ----- | ----- | ----- | ----- | ----- |
| 1 | SC Magdebourg        | 18  | 10 | 9 | 0 | 1  | 321 | 230 | 91   |  | SC Magdebourg         |       | 37-30 | 10-0  | 28-23 | 36-21 | 41-22 |
| 2 | CSKA Moscou          | 14  | 10 | 7 | 0 | 3  | 263 | 219 | 44   |  | CSKA Moscou           | 27-35 |       | 10-0  | 29-18 | 28-27 | 32-24 |
| 3 | Montpellier Handball | 12  | 10 | 6 | 0 | 4  | 231 | 197 | 34   |  | Montpellier Handball  | 30-32 | 0-10  |       | 37-25 | 32-21 | 40-16 |
| 4 | RK Nexe Našice       | 10  | 10 | 5 | 0 | 5  | 269 | 284 | -15  |  | RK Nexe Našice        | 24-32 | 32-31 | 22-23 |       | 35-30 | 32-26 |
| 5 | Alingsås HK          | 6   | 10 | 3 | 0 | 7  | 262 | 304 | -42  |  | Alingsås HK           | 30-29 | 23-31 | 25-33 | 23-27 |       | 30-29 |
| 6 | Beşiktaş JK          | 0   | 10 | 0 | 0 | 10 | 238 | 350 | -112 |  | Beşiktaş JK           | 23-41 | 23-35 | 26-36 | 25-31 | 24-32 |       |

Légende
- Qualifié pour les huitièmes de finale
- Éliminé

### Journée 1
| 20 octobre 2020 18h45 | Alingsås HK   | 23 - 27   | RK Nexe Našice | Estrad Alingsås (sv), Alingsås Affluence : 50 Arbitrage : Bartosz Leszczyński et Marcin Piechota |
| 20 octobre 2020 18h45 | B. Helander 5 | (12 - 13) | J. Kević 8     | Estrad Alingsås (sv), Alingsås Affluence : 50 Arbitrage : Bartosz Leszczyński et Marcin Piechota |
| 20 octobre 2020 18h45 | ×2 ×1         | Rapport   | ×2 ×3          | Estrad Alingsås (sv), Alingsås Affluence : 50 Arbitrage : Bartosz Leszczyński et Marcin Piechota |

| 20 octobre 2020 18h45 | Beşiktaş JK | 23 - 41  | SC Magdebourg | Sehit Mustafa Özel Spor Kompleksi, Istanbul Affluence : 40 Arbitrage : Emil et Ernest Aghakishi |
| 20 octobre 2020 18h45 | G. Bilim 9  | (8 - 20) | M. Musche 7   | Sehit Mustafa Özel Spor Kompleksi, Istanbul Affluence : 40 Arbitrage : Emil et Ernest Aghakishi |
| 20 octobre 2020 18h45 | ×4 ×1       | Rapport  | ×2 ×3         | Sehit Mustafa Özel Spor Kompleksi, Istanbul Affluence : 40 Arbitrage : Emil et Ernest Aghakishi |

| non joué | Montpellier Handball | 0 - 10 | CSKA Moscou |  |

### Journée 2
| 15 février 2021 18h45 | RK Nexe Našice     | 32 - 26   | Beşiktaş JK    | OS Kralja Tomislava, Našice Affluence : 0 Arbitrage : Aleksandar Jović et Nedim Arnautović |
| 15 février 2021 18h45 | H. Jaganjac (en) 9 | (18 - 13) | M. Demirezen 7 | OS Kralja Tomislava, Našice Affluence : 0 Arbitrage : Aleksandar Jović et Nedim Arnautović |
| 15 février 2021 18h45 | ×3 ×5              | Rapport   | ×2 ×3          | OS Kralja Tomislava, Našice Affluence : 0 Arbitrage : Aleksandar Jović et Nedim Arnautović |

| 17 février 2021 17h00 | CSKA Moscou        | 28 - 27   | Alingsås HK   | Palais des sports du Dinamo (en), Moscou Affluence : 100 Arbitrage : Marko Boričić et Mihajlo Marković |
| 17 février 2021 17h00 | D. Jaanimaa (en) 7 | (14 - 14) | S. Lindberg 6 | Palais des sports du Dinamo (en), Moscou Affluence : 100 Arbitrage : Marko Boričić et Mihajlo Marković |
| 17 février 2021 17h00 | ×2 ×3              | Rapport   | ×2 ×7         | Palais des sports du Dinamo (en), Moscou Affluence : 100 Arbitrage : Marko Boričić et Mihajlo Marković |

| non joué | SC Magdebourg | 10 - 0 | Montpellier Handball |  |

### Journée 3
| 17 novembre 2020 18h45 | Beşiktaş JK     | 24 - 32   | Alingsås HK   | Sehit Mustafa Özel Spor Kompleksi, Istanbul Affluence : 40 Arbitrage : Dzmitry Nabokau et Siarhei Kulik |
| 17 novembre 2020 18h45 | J. Buljubašić 7 | (11 - 15) | B. Helander 9 | Sehit Mustafa Özel Spor Kompleksi, Istanbul Affluence : 40 Arbitrage : Dzmitry Nabokau et Siarhei Kulik |
| 17 novembre 2020 18h45 | ×1 ×3 ×1        | Rapport   | ×2 ×5         | Sehit Mustafa Özel Spor Kompleksi, Istanbul Affluence : 40 Arbitrage : Dzmitry Nabokau et Siarhei Kulik |

| 17 novembre 2020 18h45 | RK Nexe Našice     | 22 - 23  | Montpellier Handball | OS Kralja Tomislava, Našice Affluence : 0 Arbitrage : Dimitar Mitrevski et Blagojče Todorovski |
| 17 novembre 2020 18h45 | H. Jaganjac (en) 5 | (8 - 10) | H. Descat 5          | OS Kralja Tomislava, Našice Affluence : 0 Arbitrage : Dimitar Mitrevski et Blagojče Todorovski |
| 17 novembre 2020 18h45 | ×2                 | Rapport  | ×2 ×7                | OS Kralja Tomislava, Našice Affluence : 0 Arbitrage : Dimitar Mitrevski et Blagojče Todorovski |

| 17 novembre 2020 20h45 | SC Magdebourg  | 37 - 30   | CSKA Moscou                             | GETEC Arena, Magdebourg Affluence : 0 Arbitrage : Vaidas Mažeika et Mindaugas Gatelis |
| 17 novembre 2020 20h45 | Ó. Magnússon 8 | (17 - 11) | A. Astrachapkine (es), A. Fokine (en) 5 | GETEC Arena, Magdebourg Affluence : 0 Arbitrage : Vaidas Mažeika et Mindaugas Gatelis |
| 17 novembre 2020 20h45 | ×1 ×4          | Rapport   | ×3 ×5                                   | GETEC Arena, Magdebourg Affluence : 0 Arbitrage : Vaidas Mažeika et Mindaugas Gatelis |

### Journée 4
| 24 novembre 2020 18h45 | CSKA Moscou                | 29 - 18  | RK Nexe Našice        | Palais des sports du Dinamo (en), Moscou Affluence : 150 Arbitrage : Igor et Alexeï Covalciuc |
| 24 novembre 2020 18h45 | M. Vinogradov, I. Riabov 5 | (15 - 8) | J. Kević, F. Mileta 4 | Palais des sports du Dinamo (en), Moscou Affluence : 150 Arbitrage : Igor et Alexeï Covalciuc |
| 24 novembre 2020 18h45 | ×1 ×4 ×1                   | Rapport  | ×5                    | Palais des sports du Dinamo (en), Moscou Affluence : 150 Arbitrage : Igor et Alexeï Covalciuc |

| 24 novembre 2020 18h45 | Alingsås HK | 30 - 29   | SC Magdebourg  | Estrad Alingsås (sv), Alingsås Affluence : 8 Arbitrage : Mads Hansen (da) et Jesper Madesen |
| 24 novembre 2020 18h45 | A. Lang 8   | (15 - 14) | Ó. Magnússon 9 | Estrad Alingsås (sv), Alingsås Affluence : 8 Arbitrage : Mads Hansen (da) et Jesper Madesen |
| 24 novembre 2020 18h45 | ×4 ×1       | Rapport   | ×1 ×3          | Estrad Alingsås (sv), Alingsås Affluence : 8 Arbitrage : Mads Hansen (da) et Jesper Madesen |

| 24 novembre 2020 20h45 | Montpellier Handball | 40 - 16  | Beşiktaş JK | Palais des sports René-Bougnol, Montpellier Affluence : 0 Arbitrage : Ádám Bíró et Olivér Kiss |
| 24 novembre 2020 20h45 | H. Descat, J. Bos 6  | (23 - 7) | G. Biçer 4  | Palais des sports René-Bougnol, Montpellier Affluence : 0 Arbitrage : Ádám Bíró et Olivér Kiss |
| 24 novembre 2020 20h45 | ×1                   | Rapport  | ×1          | Palais des sports René-Bougnol, Montpellier Affluence : 0 Arbitrage : Ádám Bíró et Olivér Kiss |

### Journée 5
| 1er décembre 2020 18h45 | CSKA Moscou        | 32 - 24  | Beşiktaş JK    | Palais des sports du Dinamo (en), Moscou Affluence : 100 Arbitrage : Ismailj Metalari et Nenad Nikolovski |
| 1er décembre 2020 18h45 | D. Jaanimaa (en) 8 | (21 - 9) | R. Döne (en) 9 | Palais des sports du Dinamo (en), Moscou Affluence : 100 Arbitrage : Ismailj Metalari et Nenad Nikolovski |
| 1er décembre 2020 18h45 | ×1 ×2              | Rapport  | ×3             | Palais des sports du Dinamo (en), Moscou Affluence : 100 Arbitrage : Ismailj Metalari et Nenad Nikolovski |

| 1er décembre 2020 20h45 | Montpellier Handball | 32 - 21   | Alingsås HK           | Palais des sports René-Bougnol, Montpellier Affluence : 0 Arbitrage : Daniel et Roberto Accoto Martins |
| 1er décembre 2020 20h45 | H. Descat 9          | (16 - 13) | W. Andersson Moberg 6 | Palais des sports René-Bougnol, Montpellier Affluence : 0 Arbitrage : Daniel et Roberto Accoto Martins |
| 1er décembre 2020 20h45 | ×1 ×4                | Rapport   | ×2                    | Palais des sports René-Bougnol, Montpellier Affluence : 0 Arbitrage : Daniel et Roberto Accoto Martins |

| 1er décembre 2020 20h45 | RK Nexe Našice | 24 - 32  | SC Magdebourg              | OS Kralja Tomislava, Našice Affluence : 0 Arbitrage : Denis Bolic et Christoph Hurich |
| 1er décembre 2020 20h45 | J. Kević 7     | (8 - 15) | Ž. Musa, L. Mertens (de) 5 | OS Kralja Tomislava, Našice Affluence : 0 Arbitrage : Denis Bolic et Christoph Hurich |
| 1er décembre 2020 20h45 | ×1             | Rapport  | ×1                         | OS Kralja Tomislava, Našice Affluence : 0 Arbitrage : Denis Bolic et Christoph Hurich |

### Journée 6
| 8 décembre 2020 18h45 | Alingsås HK                 | 25 - 33   | Montpellier Handball           | Estrad Alingsås (sv), Alingsås Affluence : 0 Arbitrage : Gytis Šniurevičius et Andrius Grigalionis |
| 8 décembre 2020 18h45 | A. Lang, D. Blomgren (en) 6 | (13 - 19) | M. Richardson, K. Villeminot 6 | Estrad Alingsås (sv), Alingsås Affluence : 0 Arbitrage : Gytis Šniurevičius et Andrius Grigalionis |
| 8 décembre 2020 18h45 | ×4                          | Rapport   | ×8                             | Estrad Alingsås (sv), Alingsås Affluence : 0 Arbitrage : Gytis Šniurevičius et Andrius Grigalionis |

| 8 décembre 2020 18h45 | Beşiktaş JK                       | 23 - 35   | CSKA Moscou      | Sehit Mustafa Özel Spor Kompleksi, Istanbul Affluence : 12 Arbitrage : Robert Harabagiu et Silviu Stănescu |
| 8 décembre 2020 18h45 | G. Ilanç, G. Bilim, F. Çalkamis 4 | (11 - 17) | S. Joukov (en) 8 | Sehit Mustafa Özel Spor Kompleksi, Istanbul Affluence : 12 Arbitrage : Robert Harabagiu et Silviu Stănescu |
| 8 décembre 2020 18h45 | ×2 ×3                             | Rapport   | ×3 ×1            | Sehit Mustafa Özel Spor Kompleksi, Istanbul Affluence : 12 Arbitrage : Robert Harabagiu et Silviu Stănescu |

| 8 décembre 2020 20h45 | SC Magdebourg     | 28 - 23   | RK Nexe Našice     | GETEC Arena, Magdebourg Affluence : 0 Arbitrage : Georgi Doychinov et Yulian Goretsov |
| 8 décembre 2020 20h45 | G. Kristjánsson 6 | (17 - 10) | H. Jaganjac (en) 7 | GETEC Arena, Magdebourg Affluence : 0 Arbitrage : Georgi Doychinov et Yulian Goretsov |
| 8 décembre 2020 20h45 | ×1 ×2             | Rapport   | ×2 ×6              | GETEC Arena, Magdebourg Affluence : 0 Arbitrage : Georgi Doychinov et Yulian Goretsov |

### Journée 7
| 9 février 2021 20h45 | RK Nexe Našice      | 35 - 30   | Alingsås HK | OS Kralja Tomislava, Našice Arbitrage : Bogdan Nicolae Stark et Romeo Mihai Ştefan |
| 9 février 2021 20h45 | H. Jaganjac (en) 13 | (16 - 14) | A. Lang 8   | OS Kralja Tomislava, Našice Arbitrage : Bogdan Nicolae Stark et Romeo Mihai Ştefan |
| 9 février 2021 20h45 | ×1 ×2               | Rapport   | ×2 ×3       | OS Kralja Tomislava, Našice Arbitrage : Bogdan Nicolae Stark et Romeo Mihai Ştefan |

| 9 février 2021 20h45 | SC Magdebourg   | 41 - 22   | Beşiktaş JK    | GETEC Arena, Magdebourg Affluence : 0 Arbitrage : Jakub Jerlecki et Maciej Łabuń |
| 9 février 2021 20h45 | Ó. Magnússon 10 | (21 - 11) | R. Döne (en) 9 | GETEC Arena, Magdebourg Affluence : 0 Arbitrage : Jakub Jerlecki et Maciej Łabuń |
| 9 février 2021 20h45 | ×1 ×2           | Rapport   | ×2 ×4          | GETEC Arena, Magdebourg Affluence : 0 Arbitrage : Jakub Jerlecki et Maciej Łabuń |

| non joué | CSKA Moscou | 10 - 0 | Montpellier Handball |  |

### Journée 8
| 16 février 2021 17h00 | Alingsås HK | 23 - 31  | CSKA Moscou      | Palais des sports du Dinamo (en), Moscou Affluence : 100 Arbitrage : Marko Boričić et Mihajlo Marković |
| 16 février 2021 17h00 | A. Lang 5   | (5 - 16) | A. Fokine (en) 8 | Palais des sports du Dinamo (en), Moscou Affluence : 100 Arbitrage : Marko Boričić et Mihajlo Marković |
| 16 février 2021 17h00 | ×2 ×4       | Rapport  | ×2 ×6            | Palais des sports du Dinamo (en), Moscou Affluence : 100 Arbitrage : Marko Boričić et Mihajlo Marković |

| 16 février 2021 18h45 | Beşiktaş JK                  | 25 - 31   | RK Nexe Našice | OS Kralja Tomislava, Našice Affluence : 0 Arbitrage : Aleksandar Jović et Nedim Arnautović |
| 16 février 2021 18h45 | Ö. Arifoğlu (tr), O. Ersin 5 | (10 - 14) | M. Rodin 5     | OS Kralja Tomislava, Našice Affluence : 0 Arbitrage : Aleksandar Jović et Nedim Arnautović |
| 16 février 2021 18h45 | ×2 ×9 ×1                     | Rapport   | ×1 ×3          | OS Kralja Tomislava, Našice Affluence : 0 Arbitrage : Aleksandar Jović et Nedim Arnautović |

| 16 février 2021 20h45 | Montpellier Handball | 30 - 32   | SC Magdebourg   | Palais des sports René-Bougnol, Montpellier Affluence : 0 Arbitrage : Andreu Marín Lorente et Ignacio García Serradilla |
| 16 février 2021 20h45 | H. Descat 7          | (15 - 16) | Ó. Magnússon 12 | Palais des sports René-Bougnol, Montpellier Affluence : 0 Arbitrage : Andreu Marín Lorente et Ignacio García Serradilla |
| 16 février 2021 20h45 | ×1 ×2                | Rapport   | ×1 ×6           | Palais des sports René-Bougnol, Montpellier Affluence : 0 Arbitrage : Andreu Marín Lorente et Ignacio García Serradilla |

### Journée 9
| 22 février 2021 19h00 | Beşiktaş JK     | 26 - 36   | Montpellier Handball | Sehit Mustafa Özel Spor Kompleksi, Istanbul Affluence : 45 Arbitrage : Sherif Xhema et Besfort Jahja |
| 22 février 2021 19h00 | R. Döne (en) 13 | (13 - 15) | K. Villeminot 7      | Sehit Mustafa Özel Spor Kompleksi, Istanbul Affluence : 45 Arbitrage : Sherif Xhema et Besfort Jahja |
| 22 février 2021 19h00 | ×2              | Rapport   | ×2                   | Sehit Mustafa Özel Spor Kompleksi, Istanbul Affluence : 45 Arbitrage : Sherif Xhema et Besfort Jahja |

| 23 février 2021 18h45 | RK Nexe Našice               | 32 - 31   | CSKA Moscou                                                | OS Kralja Tomislava, Našice Affluence : 0 Arbitrage : Ozren Backović et Mirko Palačković |
| 23 février 2021 18h45 | J. Kević, H. Jaganjac (en) 6 | (14 - 14) | A. Fokine (en), D. Yltchenko (en), A. Astrachapkine (es) 5 | OS Kralja Tomislava, Našice Affluence : 0 Arbitrage : Ozren Backović et Mirko Palačković |
| 23 février 2021 18h45 | ×2 ×8                        | Rapport   | ×2 ×5                                                      | OS Kralja Tomislava, Našice Affluence : 0 Arbitrage : Ozren Backović et Mirko Palačković |

| 23 février 2021 18h45 | SC Magdebourg      | 36 - 21   | Alingsås HK   | GETEC Arena, Magdebourg Affluence : 0 Arbitrage : Vadims Jaškins et Eduards Žabko |
| 23 février 2021 18h45 | C. Steinert (de) 9 | (18 - 15) | S. Lindberg 5 | GETEC Arena, Magdebourg Affluence : 0 Arbitrage : Vadims Jaškins et Eduards Žabko |
| 23 février 2021 18h45 | ×1                 | Rapport   | ×2 ×6         | GETEC Arena, Magdebourg Affluence : 0 Arbitrage : Vadims Jaškins et Eduards Žabko |

### Journée 10
| 2 mars 2021 18h45 | CSKA Moscou      | 27 - 35   | SC Magdebourg    | Palais des sports du Dinamo (en), Moscou Affluence : 120 Arbitrage : Ivan Pavićević et Miloš Ražnatovic |
| 2 mars 2021 18h45 | A. Fokine (en) 6 | (17 - 18) | T. Hornke (en) 9 | Palais des sports du Dinamo (en), Moscou Affluence : 120 Arbitrage : Ivan Pavićević et Miloš Ražnatovic |
| 2 mars 2021 18h45 | ×1 ×3            | Rapport   | ×3 ×5 ×1         | Palais des sports du Dinamo (en), Moscou Affluence : 120 Arbitrage : Ivan Pavićević et Miloš Ražnatovic |

| 2 mars 2021 20h45 | Alingsås HK                    | 30 - 29   | Beşiktaş JK | Estrad Alingsås (sv), Alingsås Affluence : 0 Arbitrage : Yann Carmaux et Julien Mursch |
| 2 mars 2021 20h45 | A. Franzén, D. Blomgren (en) 6 | (14 - 17) | G. Biçer 9  | Estrad Alingsås (sv), Alingsås Affluence : 0 Arbitrage : Yann Carmaux et Julien Mursch |
| 2 mars 2021 20h45 | ×1 ×5                          | Rapport   | ×1 ×5 ×1    | Estrad Alingsås (sv), Alingsås Affluence : 0 Arbitrage : Yann Carmaux et Julien Mursch |

| 2 mars 2021 20h45 | Montpellier Handball       | 37 - 25   | RK Nexe Našice     | Palais des sports René-Bougnol, Montpellier Affluence : 0 Arbitrage : Andreas Capoccia et Beat Jucker |
| 2 mars 2021 20h45 | K. Villeminot, H. Descat 7 | (21 - 14) | S. Barišić Jaman 7 | Palais des sports René-Bougnol, Montpellier Affluence : 0 Arbitrage : Andreas Capoccia et Beat Jucker |
| 2 mars 2021 20h45 | ×1 ×3                      | Rapport   | ×2                 | Palais des sports René-Bougnol, Montpellier Affluence : 0 Arbitrage : Andreas Capoccia et Beat Jucker |

## Groupe D

### Classement
|   | Équipe               | Pts | J  | G | N | P  | Bp  | Bc  | Diff |  | Résultats (dom.\ext.) |       |       |       |       |       |       |
| - | -------------------- | --- | -- | - | - | -- | --- | --- | ---- |  | --------------------- | ----- | ----- | ----- | ----- | ----- | ----- |
| 1 | Rhein-Neckar Löwen   | 17  | 10 | 8 | 1 | 1  | 296 | 256 | 40   |  | Rhein-Neckar Löwen    |       | 30-30 | 32-24 | 28-20 | 31-28 | 37-30 |
| 2 | Kadetten Schaffhouse | 14  | 10 | 6 | 2 | 2  | 261 | 251 | 10   |  | Kadetten Schaffhouse  | 27-34 |       | 29-28 | 29-26 | 24-21 | 27-23 |
| 3 | GOG Håndbold         | 12  | 10 | 6 | 0 | 4  | 306 | 305 | 1    |  | GOG Håndbold          | 32-37 | 34-28 |       | 30-29 | 32-31 | 30-28 |
| 4 | RK Eurofarm Pelister | 11  | 10 | 5 | 1 | 4  | 244 | 237 | 7    |  | RK Eurofarm Pelister  | 10-0  | 25-25 | 32-31 |       | 33-26 | 21-19 |
| 5 | RK Trimo Trebnje     | 6   | 10 | 3 | 0 | 7  | 250 | 273 | -23  |  | RK Trimo Trebnje      | 29-35 | 0-10  | 27-30 | 28-24 |       | 32-28 |
| 6 | Tatabánya KC         | 0   | 10 | 0 | 0 | 10 | 263 | 298 | -35  |  | Tatabánya KC          | 26-32 | 30-32 | 32-35 | 21-24 | 26-28 |       |

Légende
- Qualifié pour les huitièmes de finale
- Éliminé

### Journée 1
| 20 octobre 2020 18h45 | Kadetten Schaffhouse | 29 - 28   | GOG Håndbold   | BBC-Arena (de), Schaffhouse Affluence : 585 Arbitrage : Arsim et Erdoan Vitaku |
| 20 octobre 2020 18h45 | S. Frimmel 7         | (14 - 13) | E. Jakobsen 10 | BBC-Arena (de), Schaffhouse Affluence : 585 Arbitrage : Arsim et Erdoan Vitaku |
| 20 octobre 2020 18h45 | ×2 ×3                | Rapport   | ×2 ×4          | BBC-Arena (de), Schaffhouse Affluence : 585 Arbitrage : Arsim et Erdoan Vitaku |

| 10 février 2021 17h30 | RK Eurofarm Pelister | 21 - 19   | Tatabánya KC    | Palais des sports Boro-Čurlevski (en), Bitola Affluence : 50 Arbitrage : Kürşad Erdoğan et İbrahim Özdeniz |
| 10 février 2021 17h30 | T. Kušan 6           | (11 - 10) | M. Győri (en) 6 | Palais des sports Boro-Čurlevski (en), Bitola Affluence : 50 Arbitrage : Kürşad Erdoğan et İbrahim Özdeniz |
| 10 février 2021 17h30 | ×2 ×3                | Rapport   | ×1 ×2           | Palais des sports Boro-Čurlevski (en), Bitola Affluence : 50 Arbitrage : Kürşad Erdoğan et İbrahim Özdeniz |

| 18 février 2021 17h00 | Rhein-Neckar Löwen | 31 - 28   | RK Trimo Trebnje | SAP Arena, Mannheim Affluence : 0 Arbitrage : Gytis Šniurevičius et Andrius Grigalionis |
| 18 février 2021 17h00 | P. Ahouansou 11    | (15 - 11) | M. Radojković 5  | SAP Arena, Mannheim Affluence : 0 Arbitrage : Gytis Šniurevičius et Andrius Grigalionis |
| 18 février 2021 17h00 | ×2 ×6 ×1           | Rapport   | ×1 ×3            | SAP Arena, Mannheim Affluence : 0 Arbitrage : Gytis Šniurevičius et Andrius Grigalionis |

### Journée 2
| 27 octobre 2020 18h45 | GOG Håndbold  | 30 - 29   | RK Eurofarm Pelister  | Gudmehallerne, Gudme Affluence : 420 Arbitrage : Fabian Baumgart et Sascha Wild |
| 27 octobre 2020 18h45 | E. Jakobsen 9 | (14 - 14) | S. Mandalinić (en) 11 | Gudmehallerne, Gudme Affluence : 420 Arbitrage : Fabian Baumgart et Sascha Wild |
| 27 octobre 2020 18h45 | ×2            | Rapport   | ×2 ×5                 | Gudmehallerne, Gudme Affluence : 420 Arbitrage : Fabian Baumgart et Sascha Wild |

| 30 novembre 2020 18h45 | Tatabánya KC     | 26 - 32   | Rhein-Neckar Löwen | Audi Arena, Győr Affluence : 0 Arbitrage : Aleksandar Jović et Nedim Arnautović |
| 30 novembre 2020 18h45 | B. Zdolik (en) 5 | (15 - 21) | U. Gensheimer 7    | Audi Arena, Győr Affluence : 0 Arbitrage : Aleksandar Jović et Nedim Arnautović |
| 30 novembre 2020 18h45 | ×1 ×2            | Rapport   | ×3 ×1              | Audi Arena, Győr Affluence : 0 Arbitrage : Aleksandar Jović et Nedim Arnautović |

| non joué | RK Trimo Trebnje | 0 - 10 | Kadetten Schaffhouse |  |

### Journée 3
| 17 novembre 2020 18h45 | Tatabánya KC                                 | 26 - 28   | RK Trimo Trebnje | Audi Arena, Győr Affluence : 0 Arbitrage : Michal Baďura et Jaroslav Ondogrecula |
| 17 novembre 2020 18h45 | G. Ancsin, M. Božović (en), B. Zdolik (en) 4 | (12 - 14) | G. Cirar 7       | Audi Arena, Győr Affluence : 0 Arbitrage : Michal Baďura et Jaroslav Ondogrecula |
| 17 novembre 2020 18h45 | ×3                                           | Rapport   | ×3               | Audi Arena, Győr Affluence : 0 Arbitrage : Michal Baďura et Jaroslav Ondogrecula |

| 17 novembre 2020 18h45 | RK Eurofarm Pelister | 25 - 25   | Kadetten Schaffhouse | Palais des sports Boro-Čurlevski (en), Bitola Affluence : 0 Arbitrage : Evgueni Zotine et Nikolaj Volodkov |
| 17 novembre 2020 18h45 | S. Mandalinić (en) 7 | (16 - 10) | J. Schelker 6        | Palais des sports Boro-Čurlevski (en), Bitola Affluence : 0 Arbitrage : Evgueni Zotine et Nikolaj Volodkov |
| 17 novembre 2020 18h45 | ×3 ×1                | Rapport   | ×3 ×2                | Palais des sports Boro-Čurlevski (en), Bitola Affluence : 0 Arbitrage : Evgueni Zotine et Nikolaj Volodkov |

| 17 novembre 2020 18h45 | GOG Håndbold   | 32 - 37   | Rhein-Neckar Löwen | Gudmehallerne, Gudme Affluence : 381 Arbitrage : Stevann Pichon et Laurent Reveret |
| 17 novembre 2020 18h45 | E. Jakobsen 14 | (14 - 19) | R. Lagarde 10      | Gudmehallerne, Gudme Affluence : 381 Arbitrage : Stevann Pichon et Laurent Reveret |
| 17 novembre 2020 18h45 | ×2 ×4          | Rapport   | ×2 ×7 ×1           | Gudmehallerne, Gudme Affluence : 381 Arbitrage : Stevann Pichon et Laurent Reveret |

### Journée 4
| 24 novembre 2020 20h45 | Rhein-Neckar Löwen | 28 - 20   | RK Eurofarm Pelister | SAP Arena, Mannheim Affluence : 0 Arbitrage : Andrej et Sandro Smailagic |
| 24 novembre 2020 20h45 | K. Veigel 7        | (14 - 11) | J. Perić (en) 5      | SAP Arena, Mannheim Affluence : 0 Arbitrage : Andrej et Sandro Smailagic |
| 24 novembre 2020 20h45 | ×2 ×3 ×1           | Rapport   | ×2                   | SAP Arena, Mannheim Affluence : 0 Arbitrage : Andrej et Sandro Smailagic |

| 18 février 2021 20h45 | Kadetten Schaffhouse | 27 - 23  | Tatabánya KC    | BBC-Arena (de), Schaffhouse Affluence : 0 Arbitrage : Fabian Baumgart et Sascha Wild |
| 18 février 2021 20h45 | G. Császár 6         | (14 - 9) | M. Győri (en) 6 | BBC-Arena (de), Schaffhouse Affluence : 0 Arbitrage : Fabian Baumgart et Sascha Wild |
| 18 février 2021 20h45 | ×2 ×6                | Rapport  | ×1 ×4 ×1        | BBC-Arena (de), Schaffhouse Affluence : 0 Arbitrage : Fabian Baumgart et Sascha Wild |

| 24 février 2021 17h00 | RK Trimo Trebnje | 27 - 30   | GOG Håndbold | Hala Tivoli, Ljubljana Affluence : 0 Arbitrage : Mihai Pârvu et Mihai Potîrniche |
| 24 février 2021 17h00 | M. Radojković 7  | (13 - 16) | S. Pytlick 7 | Hala Tivoli, Ljubljana Affluence : 0 Arbitrage : Mihai Pârvu et Mihai Potîrniche |
| 24 février 2021 17h00 | ×3 ×1            | Rapport   | ×2 ×5        | Hala Tivoli, Ljubljana Affluence : 0 Arbitrage : Mihai Pârvu et Mihai Potîrniche |

### Journée 5
| 1er décembre 2020 20h45 | RK Trimo Trebnje             | 28 - 24   | RK Eurofarm Pelister | Hala Tivoli, Ljubljana Affluence : 0 Arbitrage : Aleksandar Jović et Nedim Arnautović |
| 1er décembre 2020 20h45 | Ö. Sarak, G. Potočnik (en) 5 | (14 - 12) | S. Mandalinić (en) 5 | Hala Tivoli, Ljubljana Affluence : 0 Arbitrage : Aleksandar Jović et Nedim Arnautović |
| 1er décembre 2020 20h45 | ×2                           | Rapport   | ×2 ×3                | Hala Tivoli, Ljubljana Affluence : 0 Arbitrage : Aleksandar Jović et Nedim Arnautović |

| 9 décembre 2020 17h00 | GOG Håndbold | 30 - 28   | Tatabánya KC     | Gudmehallerne, Gudme Affluence : 450 Arbitrage : Eskil Braseth et Leif André Sundet |
| 9 décembre 2020 17h00 | S. Pytlick 8 | (15 - 15) | Z. Balogh (en) 8 | Gudmehallerne, Gudme Affluence : 450 Arbitrage : Eskil Braseth et Leif André Sundet |
| 9 décembre 2020 17h00 | ×1 ×3        | Rapport   | ×2 ×7            | Gudmehallerne, Gudme Affluence : 450 Arbitrage : Eskil Braseth et Leif André Sundet |

| 2 février 2021 17h30 | Rhein-Neckar Löwen | 30 - 30   | Kadetten Schaffhouse | BBC-Arena (de), Schaffhouse Affluence : 0 Arbitrage : Saïd Bounouara et Khalid Sami |
| 2 février 2021 17h30 | U. Gensheimer 9    | (17 - 13) | L. Maros (en) 10     | BBC-Arena (de), Schaffhouse Affluence : 0 Arbitrage : Saïd Bounouara et Khalid Sami |
| 2 février 2021 17h30 | ×6 ×1              | Rapport   | ×1 ×4                | BBC-Arena (de), Schaffhouse Affluence : 0 Arbitrage : Saïd Bounouara et Khalid Sami |

### Journée 6
| 8 décembre 2020 17h00 | Tatabánya KC     | 32 - 35   | GOG Håndbold | Gudmehallerne, Gudme Affluence : 380 Arbitrage : Eskil Braseth et Leif André Sundet |
| 8 décembre 2020 17h00 | Á. Juhász (en) 6 | (16 - 17) | M. Gidsel 11 | Gudmehallerne, Gudme Affluence : 380 Arbitrage : Eskil Braseth et Leif André Sundet |
| 8 décembre 2020 17h00 | ×5               | Rapport   | ×1 ×3        | Gudmehallerne, Gudme Affluence : 380 Arbitrage : Eskil Braseth et Leif André Sundet |

| 8 décembre 2020 20h45 | RK Eurofarm Pelister  | 33 - 26   | RK Trimo Trebnje | Palais des sports Boro-Čurlevski (en), Bitola Affluence : 0 Arbitrage : Amar et Dino Konjičanin |
| 8 décembre 2020 20h45 | S. Mandalinić (en) 11 | (20 - 14) | L. Rašo 8        | Palais des sports Boro-Čurlevski (en), Bitola Affluence : 0 Arbitrage : Amar et Dino Konjičanin |
| 8 décembre 2020 20h45 | ×3 ×5                 | Rapport   | ×1 ×3            | Palais des sports Boro-Čurlevski (en), Bitola Affluence : 0 Arbitrage : Amar et Dino Konjičanin |

| 3 février 2021 18h45 | Kadetten Schaffhouse | 27 - 34   | Rhein-Neckar Löwen | BBC-Arena (de), Schaffhouse Affluence : 0 Arbitrage : Saïd Bounouara et Khalid Sami |
| 3 février 2021 18h45 | G. Császár 8         | (15 - 15) | U. Gensheimer 9    | BBC-Arena (de), Schaffhouse Affluence : 0 Arbitrage : Saïd Bounouara et Khalid Sami |
| 3 février 2021 18h45 | ×1                   | Rapport   | ×2 ×1              | BBC-Arena (de), Schaffhouse Affluence : 0 Arbitrage : Saïd Bounouara et Khalid Sami |

### Journée 7
| 9 février 2021 18h45 | GOG Håndbold | 34 - 28   | Kadetten Schaffhouse | Gudmehallerne, Gudme Affluence : 1 Arbitrage : Rickard Canbro et Jasmin Kliko |
| 9 février 2021 18h45 | S. Pytlick 9 | (16 - 14) | D. Bartók (en) 6     | Gudmehallerne, Gudme Affluence : 1 Arbitrage : Rickard Canbro et Jasmin Kliko |
| 9 février 2021 18h45 | ×2 ×5        | Rapport   | ×2 ×4                | Gudmehallerne, Gudme Affluence : 1 Arbitrage : Rickard Canbro et Jasmin Kliko |

| 9 février 2021 20h45 | RK Trimo Trebnje    | 29 - 35   | Rhein-Neckar Löwen | Hala Tivoli, Ljubljana Affluence : 0 Arbitrage : Tomislav Cindrić et Robert Gonzurek |
| 9 février 2021 20h45 | D. Hamidović (en) 8 | (13 - 19) | P. Groetzki 7      | Hala Tivoli, Ljubljana Affluence : 0 Arbitrage : Tomislav Cindrić et Robert Gonzurek |
| 9 février 2021 20h45 | ×1                  | Rapport   | ×2 ×1              | Hala Tivoli, Ljubljana Affluence : 0 Arbitrage : Tomislav Cindrić et Robert Gonzurek |

| 11 février 2021 17h00 | Tatabánya KC               | 21 - 24  | RK Eurofarm Pelister | Palais des sports Boro-Čurlevski (en), Bitola Affluence : 60 Arbitrage : Kürşad Erdoğan et İbrahim Özdeniz |
| 11 février 2021 17h00 | M. Győri (en), G. Ancsin 4 | (11 - 9) | S. Mandalinić (en) 9 | Palais des sports Boro-Čurlevski (en), Bitola Affluence : 60 Arbitrage : Kürşad Erdoğan et İbrahim Özdeniz |
| 11 février 2021 17h00 | ×1 ×4 ×1                   | Rapport  | ×3                   | Palais des sports Boro-Čurlevski (en), Bitola Affluence : 60 Arbitrage : Kürşad Erdoğan et İbrahim Özdeniz |

### Journée 8
| 16 février 2021 20h45 | Rhein-Neckar Löwen          | 37 - 30   | Tatabánya KC | SAP Arena, Mannheim Affluence : 0 Arbitrage : Denis Bolic et Christoph Hurich |
| 16 février 2021 20h45 | J. Tollbring, P. Groetzki 6 | (20 - 13) | G. Ancsin 7  | SAP Arena, Mannheim Affluence : 0 Arbitrage : Denis Bolic et Christoph Hurich |
| 16 février 2021 20h45 |                             | Rapport   | ×2           | SAP Arena, Mannheim Affluence : 0 Arbitrage : Denis Bolic et Christoph Hurich |

| 16 février 2021 20h45 | Kadetten Schaffhouse | 24 - 21   | RK Trimo Trebnje | BBC-Arena (de), Schaffhouse Affluence : 0 Arbitrage : Marco Di Domenico et Lorenzo Fornasier |
| 16 février 2021 20h45 | J. Schelker 7        | (10 - 12) | M. Radojković 5  | BBC-Arena (de), Schaffhouse Affluence : 0 Arbitrage : Marco Di Domenico et Lorenzo Fornasier |
| 16 février 2021 20h45 | ×2 ×6                | Rapport   | ×2 ×5            | BBC-Arena (de), Schaffhouse Affluence : 0 Arbitrage : Marco Di Domenico et Lorenzo Fornasier |

| 16 février 2021 20h45 | RK Eurofarm Pelister | 32 - 31   | GOG Håndbold   | Palais des sports Boro-Čurlevski (en), Bitola Affluence : 0 Arbitrage : Constantine Erchov et Anton Pavlioukov |
| 16 février 2021 20h45 | M. Maraš 8           | (15 - 16) | E. Jakobsen 12 | Palais des sports Boro-Čurlevski (en), Bitola Affluence : 0 Arbitrage : Constantine Erchov et Anton Pavlioukov |
| 16 février 2021 20h45 | ×1 ×5 ×1             | Rapport   | ×1 ×5          | Palais des sports Boro-Čurlevski (en), Bitola Affluence : 0 Arbitrage : Constantine Erchov et Anton Pavlioukov |

### Journée 9
| 23 février 2021 18h45 | GOG Håndbold  | 32 - 31   | RK Trimo Trebnje | Hala Tivoli, Ljubljana Affluence : 0 Arbitrage : Mihai Pârvu et Mihai Potîrniche |
| 23 février 2021 18h45 | E. Jakobsen 9 | (17 - 16) | L. Rašo 5        | Hala Tivoli, Ljubljana Affluence : 0 Arbitrage : Mihai Pârvu et Mihai Potîrniche |
| 23 février 2021 18h45 | ×3 ×4         | Rapport   | ×3 ×4            | Hala Tivoli, Ljubljana Affluence : 0 Arbitrage : Mihai Pârvu et Mihai Potîrniche |

| 23 février 2021 18h45 | Tatabánya KC    | 30 - 32   | Kadetten Schaffhouse | Audi Arena, Győr Affluence : 0 Arbitrage : Andrej Budzák et Michal Zahradník |
| 23 février 2021 18h45 | M. Győri (en) 6 | (18 - 15) | G. Császár 10        | Audi Arena, Győr Affluence : 0 Arbitrage : Andrej Budzák et Michal Zahradník |
| 23 février 2021 18h45 | ×1 ×6 ×1        | Rapport   | ×3 ×6                | Audi Arena, Győr Affluence : 0 Arbitrage : Andrej Budzák et Michal Zahradník |

| non joué | RK Eurofarm Pelister | 10 - 0 | Rhein-Neckar Löwen |  |

### Journée 10
| 2 mars 2021 18h45 | RK Trimo Trebnje | 32 - 28   | Tatabánya KC | Hala Tivoli, Ljubljana Affluence : 0 Arbitrage : Bogdan Kaluđerović et Ivan Vujačić |
| 2 mars 2021 18h45 | A. Dobovičnik 5  | (18 - 14) | B. Molnár 7  | Hala Tivoli, Ljubljana Affluence : 0 Arbitrage : Bogdan Kaluđerović et Ivan Vujačić |
| 2 mars 2021 18h45 | ×2 ×3            | Rapport   | ×3           | Hala Tivoli, Ljubljana Affluence : 0 Arbitrage : Bogdan Kaluđerović et Ivan Vujačić |

| 2 mars 2021 18h45 | Rhein-Neckar Löwen | 32 - 24   | GOG Håndbold | SAP Arena, Mannheim Affluence : 0 Arbitrage : Davon et Zoran Lončar |
| 2 mars 2021 18h45 | J. Tollbring 8     | (17 - 13) | E. Madsen 6  | SAP Arena, Mannheim Affluence : 0 Arbitrage : Davon et Zoran Lončar |
| 2 mars 2021 18h45 | ×1                 | Rapport   | ×2           | SAP Arena, Mannheim Affluence : 0 Arbitrage : Davon et Zoran Lončar |

| 2 mars 2021 20h45 | Kadetten Schaffhouse | 29 - 26   | RK Eurofarm Pelister | BBC-Arena (de), Schaffhouse Affluence : 0 Arbitrage : Ivars Čerņavskis et Edmunds Bogdanovs |
| 2 mars 2021 20h45 | D. Bartók (en) 7     | (16 - 12) | J. Perić (en) 7      | BBC-Arena (de), Schaffhouse Affluence : 0 Arbitrage : Ivars Čerņavskis et Edmunds Bogdanovs |
| 2 mars 2021 20h45 | ×1 ×3                | Rapport   | ×3 ×1                | BBC-Arena (de), Schaffhouse Affluence : 0 Arbitrage : Ivars Čerņavskis et Edmunds Bogdanovs |